# دشت گنج‌آباد عشایر علیدادی
دشت گنج‌آباد عشایر علیدادی، روستایی در دهستان سرخ قلعه بخش سرخ قلعه شهرستان قلعه‌گنج در استان کرمان ایران است.

## جمعیت
بر پایه سرشماری عمومی نفوس و مسکن در سال ۱۳۹۵، جمعیت این روستا برابر با ۲۱ نفر (۸ خانوار) بوده‌است.